# Lampe de lecture

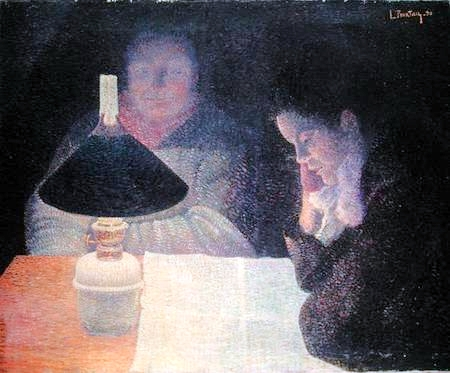
Léon Pourtau, Lecture sous la lampe.

Une lampe de lecture ou liseuse, est une lampe sur pied, en applique ou à main qui permet de s’éclairer pour la lecture.
Les lampes de lecture, sont depuis peu une application privilégiée des diodes électroluminescentes.